# Skwierzyna Gaj
Skwierzyna Gaj (niem. Schwerin-Stadtforst Bf) – nieczynny przystanek kolejowy w Skwierzynie, w województwie lubuskim, w Polsce.